# Koeberliniaceae
Classification APG III (2009)
Famille
La famille des Koeberliniacées est une petite famille de plantes dicotylédones qui ne comprend qu'une espèce Koeberlinia spinosa
C'est un arbuste épineux, à feuilles très réduites et photosynthèse assurée dans les tiges, des régions arides du sud des États-Unis et du Mexique. 

## Étymologie
Le nom vient du genre type Koeberlinia, nommé en l’honneur du pasteur et botaniste amateur allemand Christoph Ludwig Köberlin (de) (1794–1862).
Il fut en lien avec les botanistes allemands C. Von Martius et J. Zuccarini avec qui il étudia la flore des  Alpes et de la Souabe (Allemagne).

## Classification
Cette espèce, anciennement, faisait partie de la famille des Capparacées.

## Liste des genres
Selon NCBI (21 juin 2010) et DELTA Angio (21 juin 2010) :
- genre Koeberlinia

## Liste des espèces
Selon NCBI (21 juin 2010) :
- genre Koeberlinia
  - Koeberlinia spinosa